# Mistrzostwa Świata w Narciarstwie Alpejskim 1978 – kombinacja mężczyzn
Kombinacja mężczyzn na 25. Mistrzostwach Świata w Narciarstwie Alpejskim została rozegrana w dniach 29 stycznia - 5 lutego 1978 roku, na trasach Kandahar (zjazd), Gudiberg (slalom) i Horn (gigant). Tytułu sprzed dwóch lat nie obronił Włoch Gustav Thöni, który tym razem nie ukończył rywalizacji. Nowym mistrzem świata został Andreas Wenzel z Liechtensteinu, drugie miejsce zajął Sepp Ferstl z RFN, a brązowy medal zdobył Pete Patterson z USA.
Kombinację ukończyło 13. zawodników. Żeby zostać sklasyfikowanym zawodnik musiał ukończyć trzy pozostałe konkurencje: zjazd, giganta i slalom. 

## Wyniki
| Pozycja | Zawodnik                 | Państwo           | Zjazd   | Gigant  | Slalom | Wynik   |
| ------- | ------------------------ | ----------------- | ------- | ------- | ------ | ------- |
| 01 !    | Andreas Wenzel           | Liechtenstein     | 906,76  | 1143,70 | 681,88 | 2732,34 |
| 02 !    | Sepp Ferstl              | RFN               | 895,83  | 1161,56 | 692,25 | 2749,64 |
| 03 !    | Pete Patterson           | Stany Zjednoczone | 915,00  | 1151,37 | 685,91 | 2752,28 |
| 4       | Władimir Andriejew       | ZSRR              | 934,89  | 1159,10 | 679,88 | 2773,87 |
| 5       | Walerij Cyganow          | ZSRR              | 916,77  | 1170,65 | 692,10 | 2779,52 |
| 6       | Maciej Gąsienica Ciaptak | Polska            | 951,17  | 1157,64 | 691,67 | 2800,48 |
| 7       | Alain Stewart            | Wielka Brytania   | 932,37  | 1171,49 | 716,09 | 2819,95 |
| 8       | Wojciech Gajewski        | Polska            | 982,48  | 1177,63 | 683,63 | 2843,73 |
| 9       | Stewart Fitzsimmons      | Wielka Brytania   | 940,01  | 1174,63 | 747,11 | 2861,48 |
| 10      | Norberto Quiroga         | Argentyna         | 950,34  | 1201,92 | 721,59 | 2866,00 |
| 11      | Mohammad Reza Chorami    | Iran              | 946,99  | 1212,49 | 728,50 | 2887,98 |
| 12      | Behruz Kalhor            | Iran              | 972,93  | 1248,73 | 792,06 | 3013,72 |
| 13      | Robert McKee             | Irlandia          | 1008,33 | 1245,64 | 809,97 | 3063,94 |